# Ratusz w Strumieniu
Ratusz w Strumieniu – historyczny ratusz, znajdujący się w mieście Strumień w powiecie cieszyńskim w Województwie śląskim.
Ratusz wznosi się w zachodniej pierzei rynku, pomiędzy kamienicami z XIX w. Zbudowany w 1628 r., pod koniec XVIII w. został przekształcony w stylu barokowym. Został zbudowany na rzucie prostokąta. Po pożarze miasta w 1793 r. odbudowany został dzięki pomocy księcia Alberta Sasko-Cieszyńskiego. Do czasu przebudowy w XIX w. posiadał dwie kondygnacje, obecnie posiada ich trzy.
Na osi elewacji frontowej widnieje mały ryzalit przechodzący w wieżę barokową, posiadającą ścięte narożniki ujęte lizenami. Szczyt wieży zakończony jest wydatnym gzymsem, otaczającym tarcze zegarów. Hełm wieży jest baniasty, wykonany z blachy. Posiada glorietę i jest zwieńczony iglicą z zamontowaną metalową strzałką na szczycie.
Do ratusza wchodzi się na osi boniowanego parteru. Na parterze znajduje się sień sklepiona żaglasto na gurtach, tak jak inne lokale na tej kondygnacji. Najstarszym elementem ratusza są piwnice, posiadające sklepienia kolebkowe. Okna budowli posiadają tynkowe opaski, na pierwszym i drugim piętrze nad oknami mieszczą się gzymsy z kamienia. Gzyms kordonowy oddziela od siebie kondygnacje.
Obecnie w ratuszu mieszczą się Urząd Miasta, Rada Miejska i Urząd Stanu Cywilnego. W odrestaurowanych piwnicach zaś, znajduje się Galeria „Pod Ratuszem”.
Ratusz w Strumieniu jest najstarszą siedzibą władz miejskich w województwie śląskim.